# 大施泰希林湖

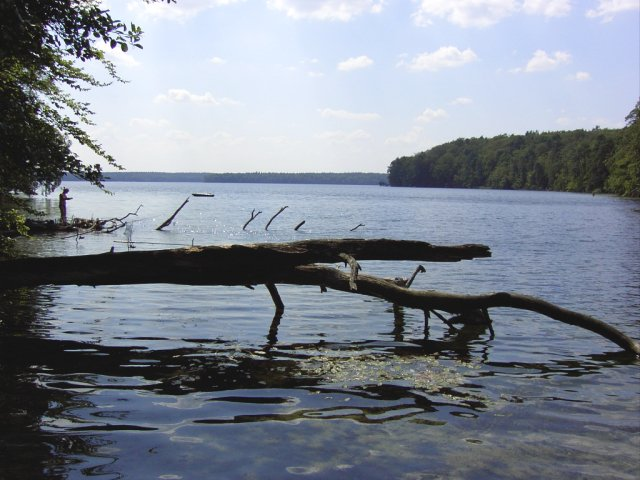

53°9′5.59″N 13°1′34.22″E / 53.1515528°N 13.0261722°E
大施泰希林湖（德語：Großer Stechlinsee），是德國的湖泊，位於該國西南部，由勃蘭登堡州負責管轄，處於上哈弗爾縣，長3.5公里、寬2.6公里，面積4.1平方公里，海拔高度60米，最大水深70米，水體容量9,965萬立方米。